# Nowy Kraków (województwo zachodniopomorskie)
Nowy Kraków – wieś w Polsce położona w województwie zachodniopomorskim, w powiecie sławieńskim, w gminie Darłowo.
Według danych z 28 września 2009 roku wieś miała 20 stałych mieszkańców.
W latach 1975–1998 miejscowość położona była w województwie koszalińskim.
1 km na zachód od wsi leży Kolonia Jeżyce.